# Rinconada de Cristo Rey
Rinconada de Cristo Rey är en ort i Mexiko.   Den ligger i kommunen Atotonilco el Alto och delstaten Jalisco, i den centrala delen av landet, 400 km väster om huvudstaden Mexico City. Rinconada de Cristo Rey ligger 1 671 meter över havet och antalet invånare är 116.
Terrängen runt Rinconada de Cristo Rey är kuperad söderut, men norrut är den platt. Rinconada de Cristo Rey ligger nere i en dal. Runt Rinconada de Cristo Rey är det ganska tätbefolkat, med 90 invånare per kvadratkilometer. Närmaste större samhälle är Arandas, 16,8 km nordost om Rinconada de Cristo Rey. I omgivningarna runt Rinconada de Cristo Rey växer huvudsakligen savannskog.